# Nuclear Aggressor
Nuclear Aggressor ist eine italienische Thrash-Metal-Band aus Gorizia, die 2010 gegründet wurde.

## Geschichte
Die Band entstand am 15. März 2010 aus dem Zerfall der Gruppe Violent Assault, mit Fabio (E-Gitarre, Gesang) und Cristiano „Cris“ Bruschina (Schlagzeug) als Gründungsmitglieder. Im Juni wurde die Besetzung durch den Bassisten und Sänger Elvis „Hellvis“ Masut ergänzt, woraufhin das Demo Voilent Thrashing Rage erschien. Es folgten Auftritte, wobei die Gruppe unter anderem zusammen mit Violator und Vulcano auftrat. Im Winter 2010 begab sich die Band ins Studio, um die EP Human Pulverizer aufzunehmen. Im folgenden Jahr wurden weitere Konzerte, unter anderem mit Darkness abgehalten. Im Herbst 2011 wurden sechs Songs aufgenommen, die auf den beiden Split Blasphemic Aggressor mit Blasphemic Forces und Österreichisches KüstenThrash mit Gravelead erschienen. Am 22. Oktober 2012 begab sich die Band erneut ins Studio, um ihr Debütalbum Condemned to Rot aufzunehmen. In der Zeit bis zur Veröffentlichung wurden weitere Konzerte gespielt, unter anderem am 26. Januar 2013 in Hamburg mit Minotaur. Anfang Juni verließ Bruschina aus persönlichen Gründen die Besetzung und wurde eine Woche später durch Luka Laurenti ersetzt. Das Album erschien noch im selben Jahr bei Punishment 18 Records, wo u. a. auch Inverno und Bleeding Gods unter Vertrag stehen.
Dort schloss sich 2016 auch das zweite Album Slow Dismemberment an.

## Stil
Marcos „The Jungle Guy“ Garcia von metal-temple.com schrieb in seiner Rezension zu Condemned to Rot, dass die Musiker zwar talentiert seien, jedoch würden sie kaum mehr machen als den Thrash Metal der 1980er Jahre zu kopieren. Die Gruppe klinge dabei wie Kreator oder andere frühe deutsche Thrash-Metal-Bands. Der Gesang klinge wie eine schlechtere Version von Mille Petrozza.

## Diskografie
- 2010: Violent Thrashing Rage (Demo, Eigenveröffentlichung)
- 2010: Human Pulverizer (EP, Eigenveröffentlichung)
- 2012: Blasphemic Aggressor (Split mit Blasphemic Forces, Eigenveröffentlichung)
- 2012: Österreichisches KüstenThrash (Split mit Gravelead, Eigenveröffentlichung)
- 2013: Raw, Fast and Brutal (Kompilation, Suicide Records)
- 2013: Condemned to Rot (Album, Punishment 18 Records)
- 2016: Slow Dismemberment (Album, Punishment 18 Records)